# 発光バクテリア

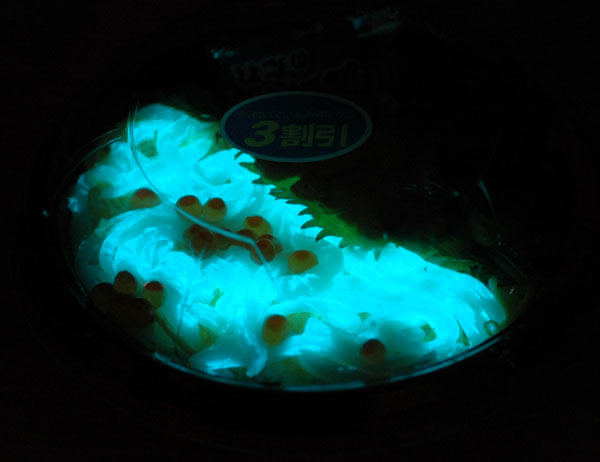
発光バクテリアによって発光している烏賊いくら雲丹丼

発光バクテリア（はっこうバクテリア、英語：luminescent bacteria）とは、生物発光を行うバクテリアのこと。そのほとんどが海産であり、身近なところでは、魚屋にあるイカの体表面に生息しているのがよく観察される。

## 概要
刺身用のイカを購入し、その切り身を塩水に浸し、一昼夜放置する。すると、イカの切り身表面に青い光を発することを確認できる。この青い光の原因が発光バクテリアである。
切り身の上で、一昼夜放置している際に発光バクテリアは増殖し、コロニーを形成する。このようにコロニーを形成すると、微弱ながら発光をするようになる。その発光色は青や黄色など、種によっても異なり、たとえば Vibrio fischeri では主な波長は495nmと報告されており、これは色で言えば青緑に相当する。
発光バクテリアには海中を自由に漂っている自由生活型の細菌と、マツカサウオなど一部の発光魚（発光バクテリアを増殖させるための発光器官を持つものがいる）と、共生関係を結んでいる細菌の二種類の生活型が存在する。発光バクテリアの発光する理由は明らかではなく、謎に包まれた部分が多いが、共生生活型の細菌ではその理由は明らかである。宿主である魚類が細菌の発光を制御することにより、獲物の捕獲、またはその逆で逃げる場合のめくらまし、誘導灯として用いていると考えられる。その制御方法については、後述してあるクオラムセンシングによるものが、そのひとつとして挙げられる。

## 発光の機構
発光バクテリアの発光に与る酵素は、ホタルなどの他の発光生物同様、ルシフェラーゼという名称がつけられているが、そのアミノ酸配列や発光メカニズムは異なっている。一部の発光細菌では、ルシフェラーゼを産生する際、菌体数がある濃度を超えている必要がある。このように、物質の産生に関して、密度依存性がある機構をクオラムセンシング (quorum sensing) という。光る、という非常にわかりやすい特徴から、発光バクテリアでこの機構が発見されたが、発光バクテリアだけでなく、様々なバクテリアで見られる。
発光バクテリアの中でも、発光強度が高いものではPhotobacterium phosphoreumが挙げられ、波長は475nm、つまり青色に発光する。一方で、Vibrio fischeri Y-1株は最大発光波長 535nmと、黄色に発光する。この発光色の変化は、発光酵素であるルシフェラーゼそのものの違いではなく、ルシフェラーゼによる発光反応に介在するアクセサリータンパク質（Photobacterium phosphoreumではルマジンタンパク質（LumP）、Vibrio fischeri Y-1株ではYFPと呼ばれる蛍光タンパク質）によるものと考えられている。
既にバクテリアルシフェラーゼの結晶構造は決定されている（1996年）。この報告から、ルシフェラーゼはαサブユニット（約40kDa）とβサブユニット（36kDa）からなるヘテロダイマーを形成しており、それぞれ独立した（beta/alpha）8バレルドメインを有している事がわかった。αサブユニットとβサブユニットは、アミノ酸レベルでの同一性が、40%程度と非常に高い。そのため、3次構造も互いに非常に似ている。遺伝子組み換えにより大腸菌にβサブユニットだけを大量に発現させると、βホモダイマーを形成し、αβヘテロダイマーと同じような構造をとることが報告されている。しかしβサブユニットだけのダイマーでは発光能を有さず、その機能的役割については不明のままである。
一方で、2001年に、分子モデル計算と変異体の機能解析より、活性中心がαサブユニットに存在すると提案されている。そして2009年に、FMNとの複合体結晶構造解析が報告され、αサブユニットにFMNが結合、つまり活性中心が存在することが証明された。しかしながら、もうひとつの基質である脂肪族アルデヒドの結合部位の特定は、少なくとも結晶構造学的手法ではなされていない。
発光バクテリア種間では、ルシフェラーゼのDNA配列、およびアミノ酸配列は非常に似ており、その高次構造もまた同様のものだと考えられている。しかし現在のところ（2009年時点）、結晶構造が明らかとなっているのは、V. harveyi由来のルシフェラーゼの構造のみである（αβ、ββ、αβ＋FMNの3種の構造において）。

## 培養
発光バクテリアの人工培養は簡単に行える。適当な栄養源さえあれば、様々な培地で育てることは可能であるが、前述したように、食塩を添加し、濃度を海水と同じ（3%程度）にする必要がある。pHも調整は必要であり、pHは7.2前後、つまり弱アルカリ性にする。
最も簡単な培地の作成方法として、イカの煮汁を用いる方法が挙げられる。まず、切り身のイカを煮込む。これに3%の食塩を加えて、オートクレーブなどで滅菌を行うと、液体培地として用いることができる。また、この液体培地に、寒天を加えて固めると、固形培地となる。このさい、寒天濃度は、1～3%程度が良い。

## 利用
この種のバクテリアは室温（20-25℃程度）で十分に成長するので、特別な培養器具を必要とはしない。
また、発光バクテリアの発光には一定の塩分濃度を必要とする。このため、大気中の雑菌をある程度、防げるという点と、万が一、実験室内でこぼしたとしても、生存することが出来ないので比較的安全であり、教育目的の実験生物として適している。
発光バクテリアを用いた応用としては、環境計測センサー、毒物センサーが挙げられる。発光バクテリアの光る強さは、毒物などを入れると、弱くなってしまう。このことを利用して、簡易的に環境に含まれる毒物の量などを計測することが出来る。